# Promozione Emilia-Romagna 1972-1973
Nella stagione 1972-1973 la Promozione era il quinto livello del calcio italiano (il massimo livello regionale). Qui vi sono le statistiche relative al campionato in Emilia-Romagna.
Il campionato era gestito dal "Comitato Regionale Emiliano", ma la provincia di Piacenza era di competenza del C.R. Lombardo e per contro quella di Mantova (lombarda) era di competenza di questo Comitato.
Il campionato è strutturato in vari gironi all'italiana su base regionale, gestiti dai Comitati Regionali di competenza. Promozioni alla categoria superiore e retrocessioni in quella inferiore non erano sempre omogenee; erano quantificate all'inizio del campionato dal Comitato Regionale secondo le direttive stabilite dalla Lega Nazionale Dilettanti, ma flessibili, in relazione al numero delle società retrocesse dal Campionato Interregionale e perciò, a seconda delle varie situazioni regionali, la fine del campionato poteva avere degli spareggi sia di promozione che di retrocessione.

## Girone A

### Squadre partecipanti
| Squadra                  | Città (provincia)             |
| ------------------------ | ----------------------------- |
| U.S. Altedo              | Altedo (BO)                   |
| S.P. Argentana           | Argenta (FE)                  |
| A.G.C.. Budrio           | Budrio (BO)                   |
| A.P.E.M. Caveya          | Predappio (FO)                |
| A.S. Cervia              | Cervia (RA)                   |
| U.S. Codigorese          | Codigoro (FE)                 |
| S.S. Compact Casalecchio | Casalecchio di Reno (BO)      |
| Pol. Gigangomma          | San Lazzaro di Savena (BO)    |
| F.C. Misano              | Misano Adriatico (FO)         |
| Pol. Morciano            | Morciano di Romagna (FO)      |
| A.C. Panigal             | Bologna (BO)                  |
| S.C. Progresso           | Castel Maggiore (BO)          |
| U.S. Russi               | Russi (RA)                    |
| A.S. Santarcangiolese    | Santarcangelo di Romagna (FO) |
| F.C. Savena              | Bologna (BO)                  |
| S.S. Savignanese         | Savignano sul Rubicone (FO)   |

### Classifica finale
|  | Pos. | Squadra                                         | Pt | G  | V  | N  | P  | GF | GS | DR  |
|  | ---- | ----------------------------------------------- | -- | -- | -- | -- | -- | -- | -- | --- |
|  | 1.   | Pol. Gigangomma, S. Lazzaro di Savena           | 44 | 30 | 16 | 12 | 2  | 52 | 16 | +36 |
|  | 2.   | A.S. Santarcangiolese, Santarcangelo di Romagna | 44 | 30 | 19 | 6  | 5  | 50 | 23 | +27 |
|  | 3.   | A.G.C. Budrio, Budrio                           | 42 | 30 | 14 | 14 | 2  | 51 | 20 | +31 |
|  | 4.   | S.S. Savignanese, Savignano sul Rubicone        | 38 | 30 | 15 | 8  | 7  | 35 | 23 | +12 |
|  | 5.   | A.S. Cervia, Cervia                             | 37 | 30 | 14 | 9  | 7  | 32 | 22 | +10 |
|  | 6.   | U.S. Russi, Russi                               | 35 | 30 | 12 | 11 | 7  | 43 | 22 | +21 |
|  | 7.   | S.S. Compact Casalecchio, Casalecchio di Reno   | 33 | 30 | 13 | 7  | 10 | 36 | 24 | +12 |
|  | 8.   | S.C. Progresso, Castel Maggiore                 | 29 | 30 | 10 | 9  | 11 | 28 | 24 | +4  |
|  | 8.   | U.S. Altedo, Altedo                             | 29 | 30 | 8  | 13 | 9  | 26 | 27 | -1  |
|  | 10.  | F.C. Savena, Bologna                            | 28 | 30 | 8  | 12 | 10 | 25 | 25 | 0   |
|  | 10.  | U.S. Codigorese, Codigoro                       | 28 | 30 | 8  | 12 | 10 | 24 | 27 | -3  |
|  | 12.  | U.S. Misano, Misano Adriatico                   | 27 | 30 | 9  | 9  | 12 | 32 | 32 | 0   |
|  | 13.  | Pol. Argentana, Argenta                         | 21 | 30 | 3  | 15 | 12 | 26 | 46 | -20 |
|  | 14.  | Pol. Morciano Calcio, Morciano di Romagna       | 19 | 30 | 4  | 11 | 15 | 25 | 46 | -21 |
|  | 15.  | A.P.E.M. Caveia, Predappio                      | 16 | 30 | 4  | 8  | 18 | 19 | 42 | -23 |
|  | 16.  | A.C. Panigal, Bologna-Borgo Panigale            | 10 | 30 | 3  | 4  | 23 | 20 | 69 | -49 |

Verdetti
- Spareggio per il primo posto in classifica e accesso alla finale:
  - a Ravenna il ???: Gigangomma San Lazzaro-Santarcangiolese 3-1.
- Il Gigangomma San Lazzaro è promosso in Serie D.
- A.P.E.M. Caveia e Panigal retrocedono in Prima Categoria.

## Girone B

### Squadre partecipanti
| Squadra                              | Città (provincia)          |
| ------------------------------------ | -------------------------- |
| Pol. Assicurazioni Unipol Crevalcore | Crevalcore (BO)            |
| F.C. Audax Rapetti Valtarese         | Borgo Val di Taro (PR)     |
| S.C. Beta Sporting Club Sant’Ilario  | Sant'Ilario d'Enza (RE)    |
| A.C. Correggese                      | Correggio (RE)             |
| F.C. Finale                          | Finale Emilia (MO)         |
| G.S. Fortitudo Fidenza               | Fidenza (PR)               |
| G.S. Industrie Felino                | Felino (PR)                |
| A.S. Langhiranese                    | Langhirano (PR)            |
| U.S. Mirandolese                     | Mirandola (MO)             |
| F.C. Moglia                          | Moglia (MN)                |
| Pol. Pro Patria San Felice           | San Felice sul Panaro (MO) |
| U.S. Reggiolo                        | Reggiolo (RE)              |
| U.S. Salsomaggiore                   | Salsomaggiore Terme (PR)   |
| A.C. San Secondo Parmense            | San Secondo Parmense (PR)  |
| S.C. Suzzarese.                      | Suzzara (MN)               |
| U.C. Viadanese                       | Viadana (MN)               |

### Classifica finale
|  | Pos. | Squadra                                            | Pt | G  | V  | N  | P  | GF | GS | DR  |
|  | ---- | -------------------------------------------------- | -- | -- | -- | -- | -- | -- | -- | --- |
|  | 1.   | S.C. Suzzarese, Suzzara                            | 46 | 30 | 18 | 10 | 2  | 41 | 11 | +30 |
|  | 2.   | G.S. Industrie Felino, Felino                      | 41 | 30 | 13 | 15 | 2  | 46 | 24 | +22 |
|  | 3.   | A.C. Fortitudo Fidenza, Fidenza                    | 36 | 30 | 14 | 8  | 8  | 36 | 20 | +16 |
|  | 4.   | U.S. Reggiolo, Reggiolo                            | 34 | 30 | 8  | 18 | 4  | 24 | 22 | +2  |
|  | 5.   | Pol. Pro Patria San Felice, San Felice sul Panaro  | 30 | 30 | 10 | 10 | 10 | 24 | 24 | 0   |
|  | 5.   | U.S. Mirandolese, Mirandola                        | 30 | 30 | 10 | 10 | 10 | 20 | 19 | +1  |
|  | 5.   | A.S. Langhiranese, Langhirano                      | 30 | 30 | 7  | 16 | 7  | 16 | 19 | -3  |
|  | 8.   | Pol. Assicurazioni Unipol - Crevalcore, Crelvacore | 29 | 30 | 7  | 15 | 8  | 24 | 22 | +2  |
|  | 8.   | F.C. Finale, Finale Emilia                         | 29 | 30 | 8  | 13 | 9  | 21 | 23 | -2  |
|  | 10.  | A.C. San Secondo, San Secondo Parmense             | 27 | 30 | 7  | 13 | 10 | 29 | 34 | -5  |
|  | 11.  | U.S. Salsomaggiore, Salsomaggiore Terme            | 26 | 30 | 6  | 14 | 10 | 21 | 23 | -2  |
|  | 11.  | G.S. Beta Sporting Club, Sant'Ilario d'Enza        | 26 | 30 | 7  | 12 | 11 | 22 | 28 | -6  |
|  | 13.  | U.S. Correggese, Correggio                         | 25 | 30 | 4  | 17 | 9  | 22 | 31 | -9  |
|  | 13.  | A.S. Audax Rapetti Valtarese, Borgo Val di Taro    | 25 | 30 | 9  | 7  | 14 | 38 | 55 | -17 |
|  | 15.  | F.C. Moglia, Moglia                                | 23 | 30 | 7  | 9  | 14 | 29 | 40 | -11 |
|  | 15.  | U.C. Viadanese, Viadana                            | 23 | 30 | 7  | 9  | 14 | 30 | 48 | -18 |

- Il Suzzara è promosso in Serie D.
- Moglia e  Viadana retrocedono in Prima Categoria.

## Finale per il titolo regionale
|           | Risultati |                        | Luogo e data                  |
| --------- | --------- | ---------------------- | ----------------------------- |
| Suzzarese | 2-1       | Gigangomma San Lazzaro | Finale Emilia, 16 giugno 1973 |
|           |           |                        |                               |